# Méloir
Pour les articles homonymes, voir Saint-Méloir.
Meloir de Cornouailles connu aussi comme Méloir ou Mélar (524 - 544) est un saint breton. Il est le fils de la reine celte Awrilia de Domnonée (fille du roi de Domnonée) et de saint Miliau (Miliaw de Cornouailles), légendaire roi celte (brittoniques) de Cornouailles et de Bretagne. Il est fêté le 1er octobre.

## Hagiographie
Sa vie est racontée dans la Vita S. Melori, écrite probablement par Omnès, évêque du Léon dans la seconde moitié du XIe siècle, découverte par Dom Plaine et provenant de l'abbaye Notre-Dame de Chaage, à Meaux.
En 531, alors que Meloir est âgé de sept ans, son père est tué par son oncle Rivod. Une tentative d'empoisonnement par certains de ses gouverneurs, alliés à Rivod, fut un échec ; en effet Méloir, très pieux, fit le signe de la Croix sur les mets servis, ce qui aurait neutralisé le poison. Sur ce fait, les conspirateurs avouèrent, à genoux, et furent pardonnés par le prince.
Plus tard, Rivod fit envoyer une troupe pour tuer Méloir. Voyant la reine Awrilia prête à tout pour la survie de son fils, l'envoyé de Rivod amputa de la main droite et du pied gauche le jeune prince, pour le rendre inapte à tenir l'épée et à monter à cheval et, de ce fait, à régner, cette mutilation faisant de Rivod le roi légitime du royaume. Par cet acte, Rivod fut décrit comme étant un ignoble tyran, mais il réussit à se faire reconnaître en faisant exécuter les soldats impliqués.
Rivod demanda la garde de son neveu, mais l'action fut rejetée par « l'assemblée nationale de Cornouaille » ; Méloir fut alors confié à l'évêque Corisopitum et emmené dans un monastère fondé par saint Corentin. Le Gouverneur Kerialtant (dit Kyoltant-Kioltanus), devint son précepteur. Après sa cicatrisation, un miracle lui donna une main d'argent et un pied d'airain, lesquels se seraient mus comme s'ils étaient des membres à part entière, ce qui lui valut une certaine habileté.
Rivod, sachant cela, fit un pacte avec Kérialtant : la mort du jeune prince contre des terres. Rarisis, la femme de Kerialtant, approuvant le fait, fut prise de remords et emmena l'enfant en Domnomée, chez son oncle le prince Conomor. Mécontent de cette trahison, Kerialtant partit en Domnomée, suivi de son fils Justan, et se justifia d'avoir agi sous la contrainte de Rivod. Mélar, heureux de les revoir accepta de se promener avec eux. À Lanmeur (Lan Meur-Melaer), ils prirent un repas dans une hôtellerie. Méloir y fut assassiné et décapité par Justan (544), selon la tradition au lieu-dit Douvezou Sant Mélar en Locquénolé.

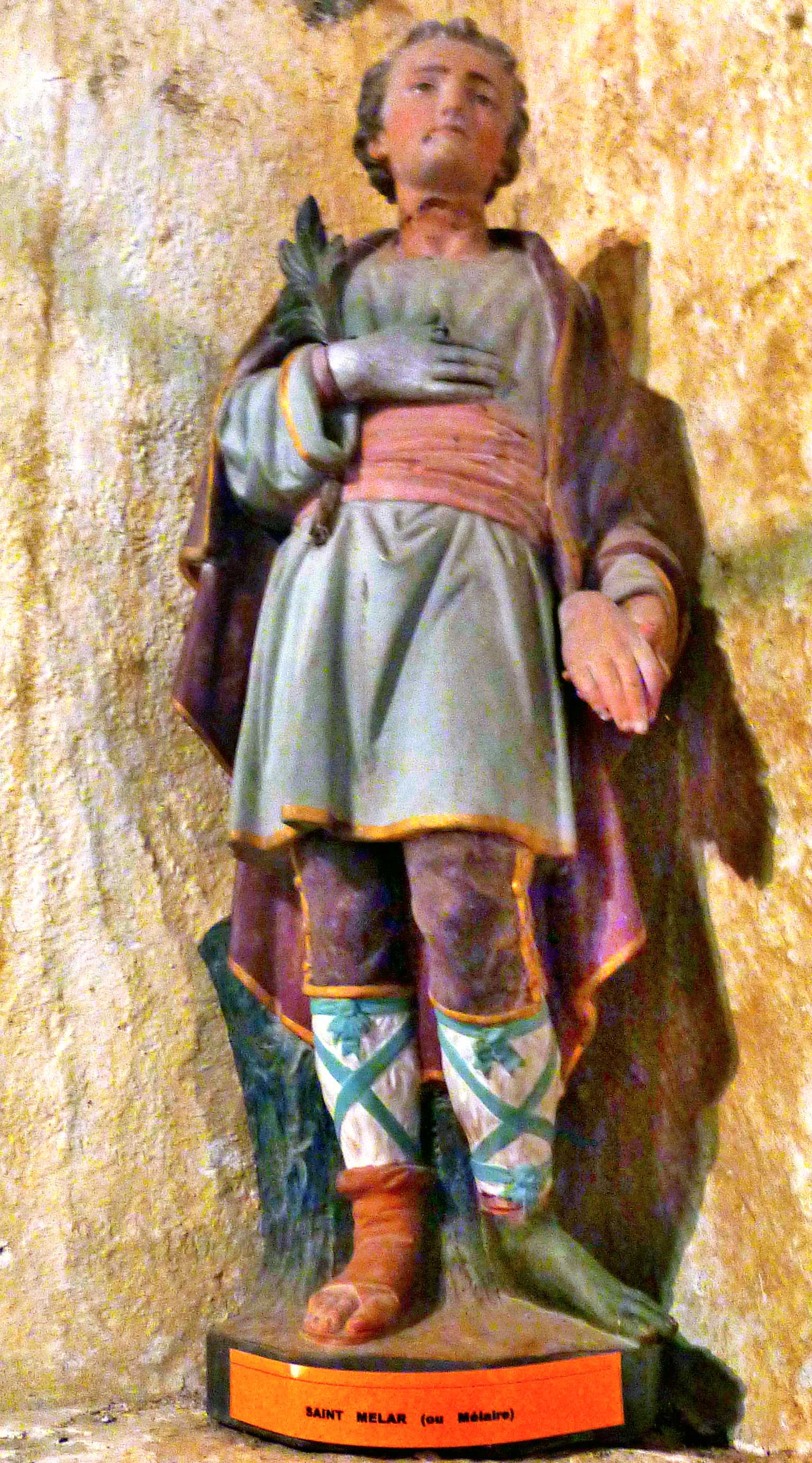
Chapelle Saint-Brieuc de Plonivel, statue de saint Mélar (avec sa main coupée)

La tradition rapporte qu'un jour, saint Méloir, qui cheminait sur la route allant de Carhaix à Lanmeur (ancienne voie romaine) près de la ferme de Guerlavrec entre Botsorhel et Plouigneau, non loin de la chapelle Saint-Éloy, aperçut deux cavaliers ennemis qui le poursuivaient. Le saint se recommanda aux soins de la Providence et se coucha par terre, au bord du chemin : miracle, la terre s'enfonça sous lui, formant une fosse proportionnelle à sa taille, les herbes et les fleurs se rejoignirent par-dessus de sorte que les assassins passèrent sans le voir. Cet endroit, appelé Guélé Sant-Mélar ("Le lit de saint Mélar"), est situé dans l'enceinte de la chapelle.
Curia Monialum (« la cour des moniales »), endroit où s'arrêta Rivod, l'assassin de saint Mélar, d'après la « Vie de saint Mélar », récit hagiographique, et où une source jaillit à l'endroit où Rivod, fatigué, planta son bâton, est probablement à Lannéanou la source du ruisseau de Tromorgant, dénommé dans un texte de 1485 Dour Melar ("eau de saint Mélar")[réf. nécessaire].
Lors de leur fuite Justan fit une chute mortelle. Kerialtant apporta la tête de Méloir à Rivod, qui tint sa parole ; c'est alors que Kieraltant se rendit sur le mont Scoci pour y voir son royaume, il ferma les yeux et, lorsqu'il les rouvrit, ne vit rien : il devint subitement aveugle puis mourut. Rivod épouvanté par les remords décéda peu de temps après.
Après le trépas du jeune saint, son meurtrier porta la tête de la victime en Cornouaille où l'évêque de Quimper la fit mettre comme relique dans sa cathédrale. « Mais les habitants de la Domnonée ne cessant de la réclamer, on finit par convenir que Cornouaillais et Domnonéens, nu pieds, se rendraient sur la montagne d'Arez (Monts d'Arrée), à la limite des deux provinces, les uns avec le corps, les autres avec la tête, afin de mettre en face ces deux parties vénérables (....). À la vue de tous, la tête se mit en mouvement d'elle-même et alla rejoindre le corps ».
Son oncle, le prince Conomor, fit alors embaumer le corps de saint Méloir et le conduisit près de ses ancêtres à Léxobie (non loin de Lannion). Malgré toutes les tentatives pour les faire aller au bon endroit les chevaux tirant le char funéraire se dirigèrent vers Lanmeur. Sur la grande place le chariot se brisa, dans l'impossibilité de déplacer le défunt, on dit que Dieu aurait décidé qu'il serait inhumé en ces lieux. Saint Samson, évêque de Dol, le fit donc inhumer à l'endroit même de l'incident .
Les moines de Saint Samson édifièrent un monument dédié à Méloir : la crypte de l'église Saint-Mélar de Lanmeur; c'est sur cette crypte que fut édifiée une église dédiée à saint Méloir et saint Samson. Par la suite il sera consacré Saint martyr. La crypte subsiste toujours ; jusqu'en 1902, les restes de l'ancienne église y étaient présents, puis en 1905 fut terminée la nouvelle église Saint-Méloir. Ses reliques ont été conservées à l'Abbaye de Redon.
À Lomener (Locmelar au XIIe siècle), une fontaine lui est dédiée à l'Abbaye Sainte-Croix de Quimperlé (détruite à la Révolution), celle-ci a été rénovée et est toujours sur place.
Des reliques de saint Méloir auraient été apportées dans l'Eglise de Sainte-Marie - Saint-Mélor  à Amesbury (Wiltshire, Angleterre).

## Étymologie
Nom masculin de personne d'origine bretonne :
- On le retrouve aussi sous diverses écritures[10] :
  - En breton : Sant Melar, Méloir, Mélar, Mélaire, Mélair, Meler, Maelor, Maglor, Sulio
  - En français :  Magloire
  - En celtique : Maglorix[réf. nécessaire], Mael
- Mais aussi sous : Mélor, Méloir de Cornouaille, Melaer, Loc Mélar, Melorius, Meglar, Mylor (en langue de Cornouailles).
  - Prince Mélor/Mélar de Cornouaille
  - Saint Mylor de Cornouailles
  - Saint Méglar de Cornouailles
- Homonymes :
  - L'Évêque Melor de Redon[réf. nécessaire]

Un autre saint breton, saint Maeoc (connu aussi sous les variantes de saint Maëc, saint Mic, saint Nic) est parfois assimilé à ou confondu avec saint Méloir[réf. nécessaire].

## Saint Méloir dans les arts
Il est représenté couronné tenant sa main droite coupée dans sa main d'argent ainsi qu'un sceptre dans sa main gauche.

Chaire à prêcher de l'église Saint-Mélar de Lanmeur
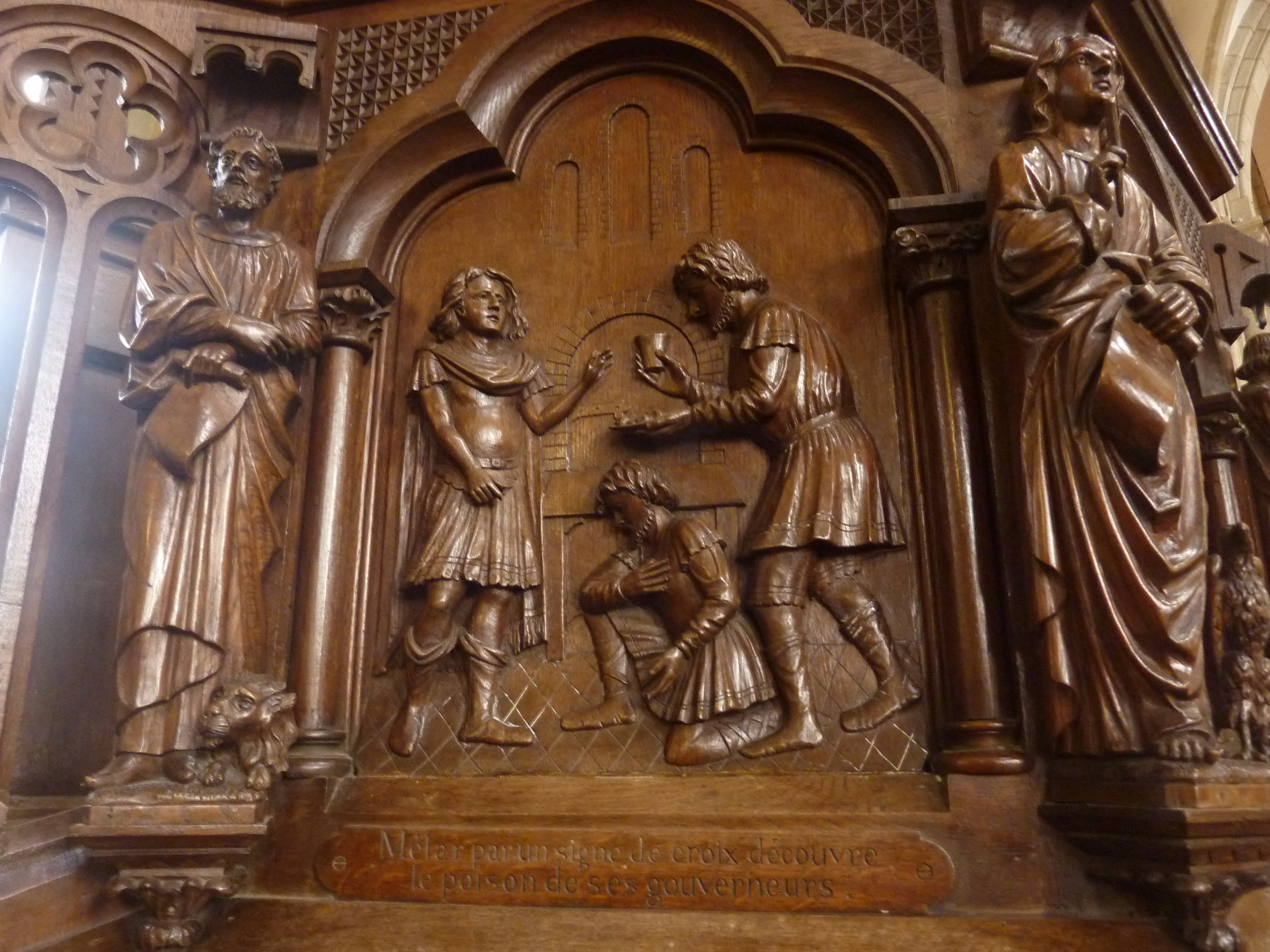
Vie de saint Mélar 1A
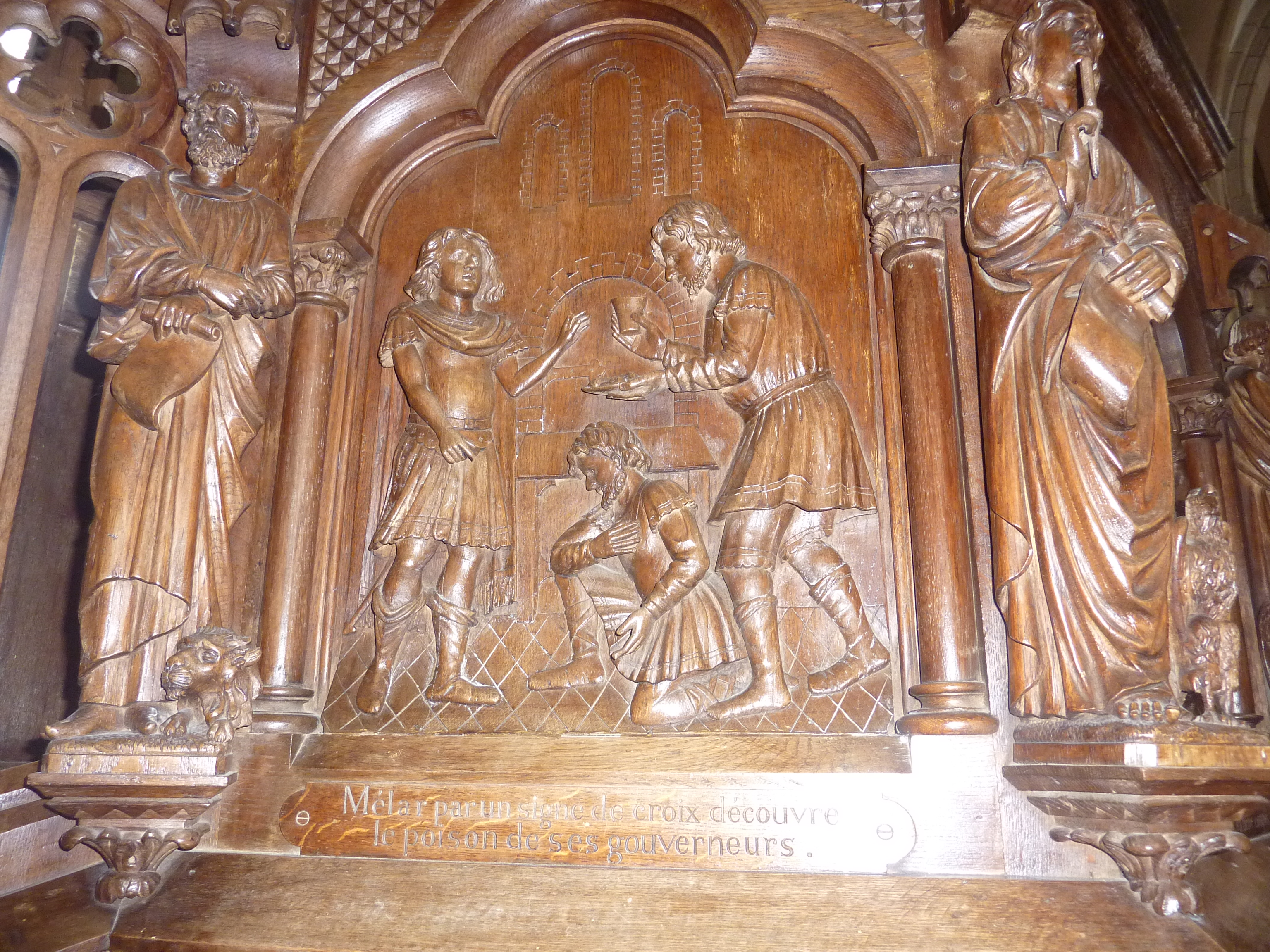
Vie de saint Mélar 1B
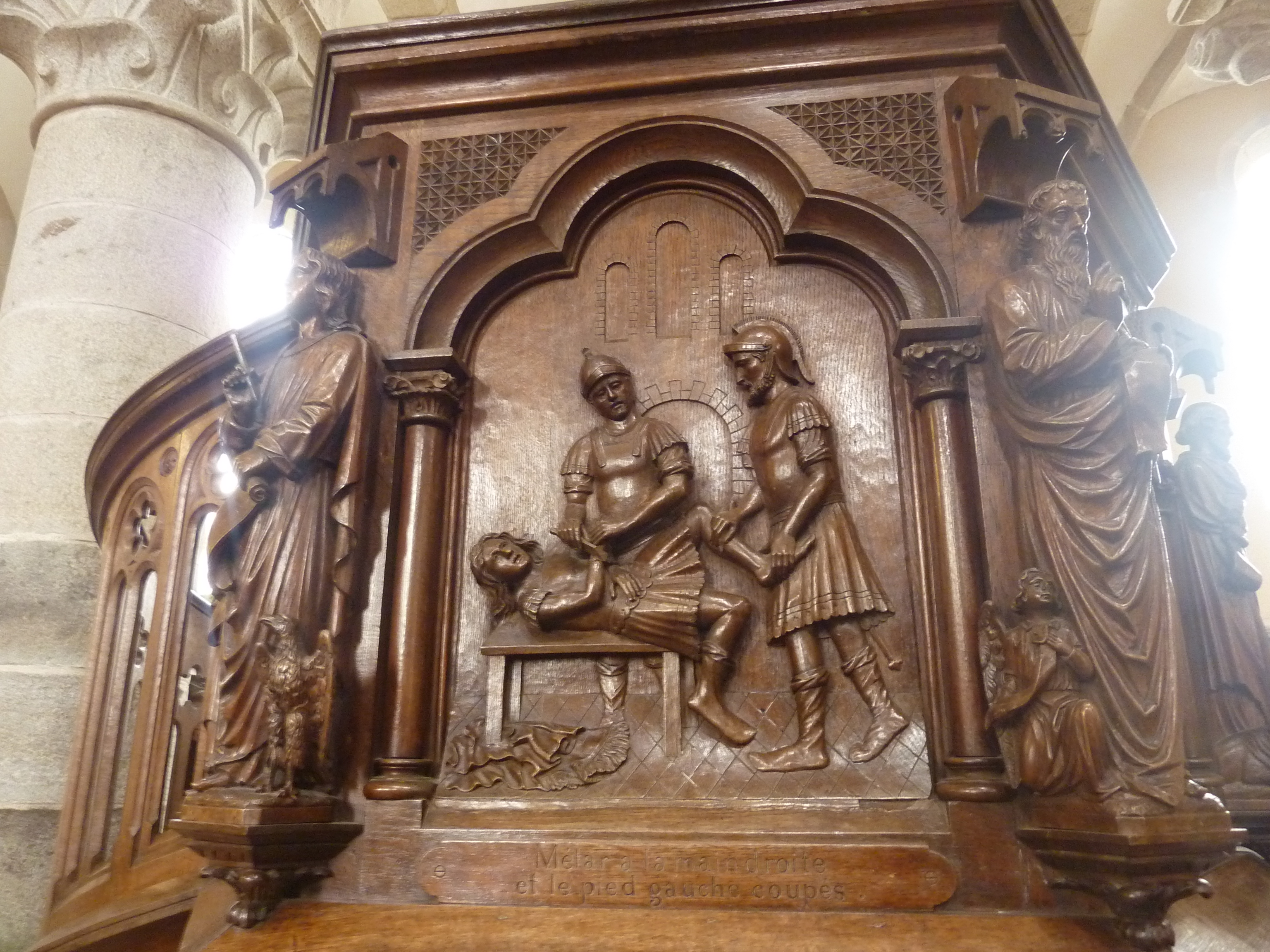
Vie de saint Mélar 2
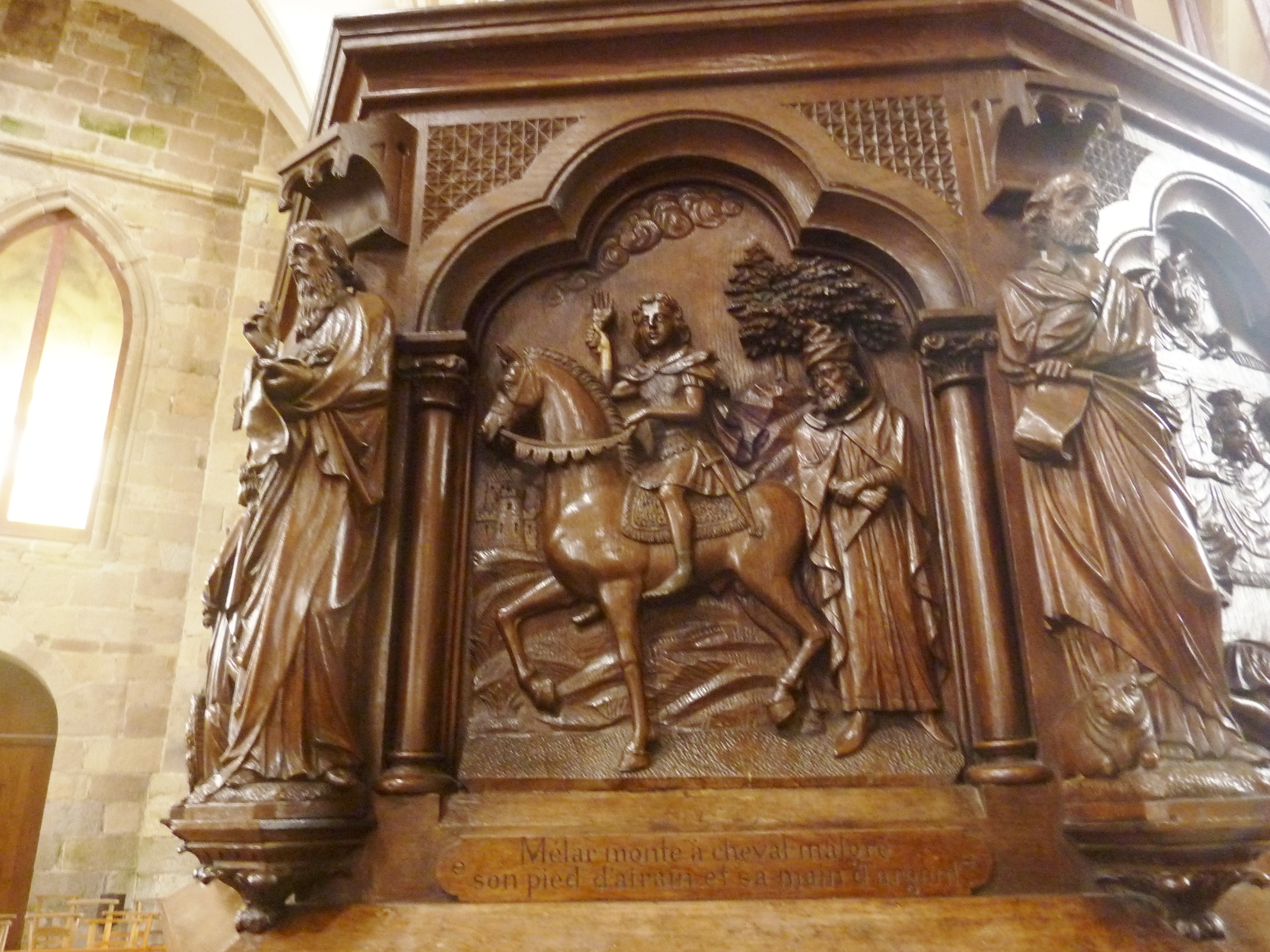
Vie de saint Mélar 3
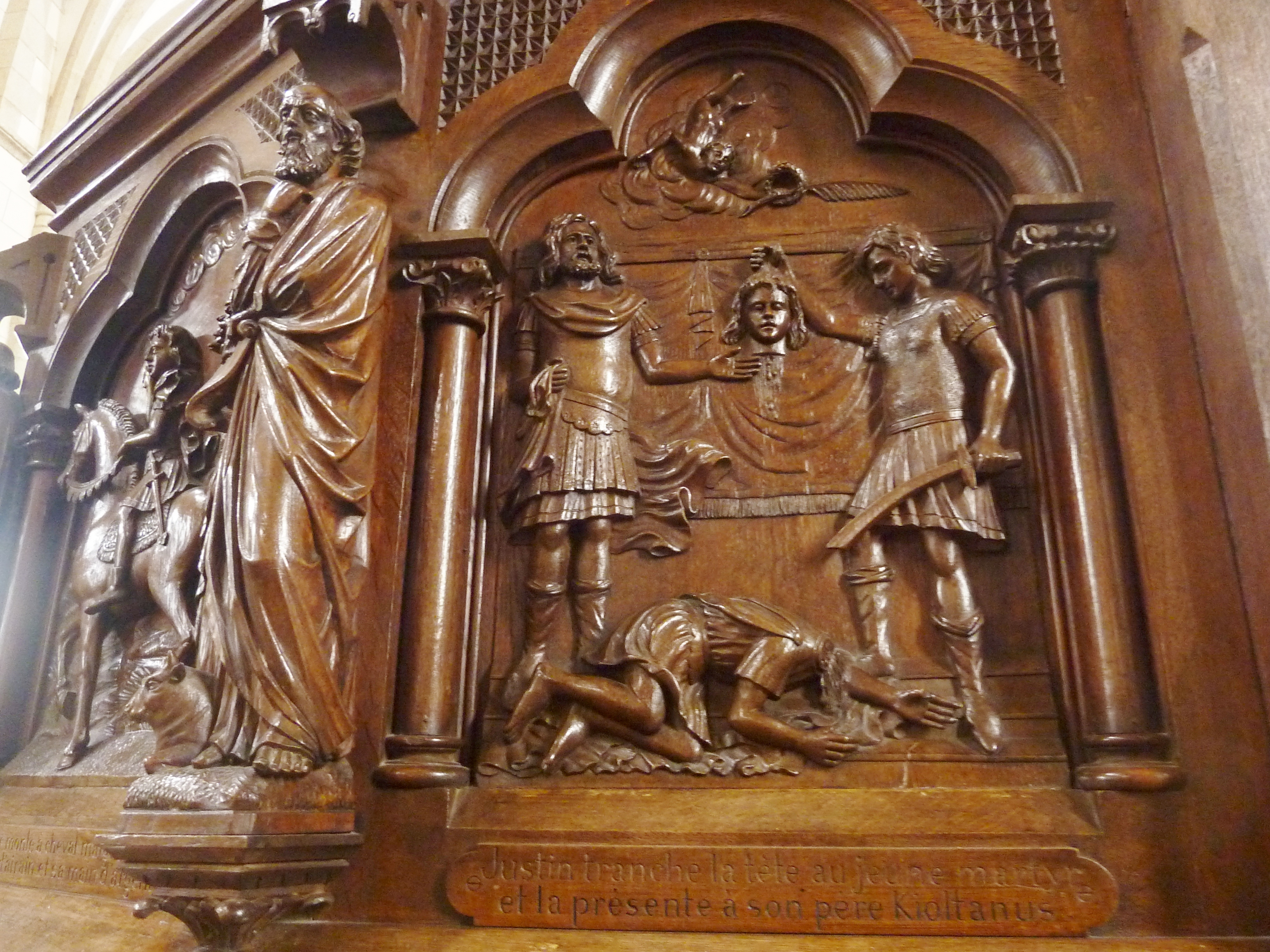
Vie de saint Mélar 4

Statues de saint Méloir
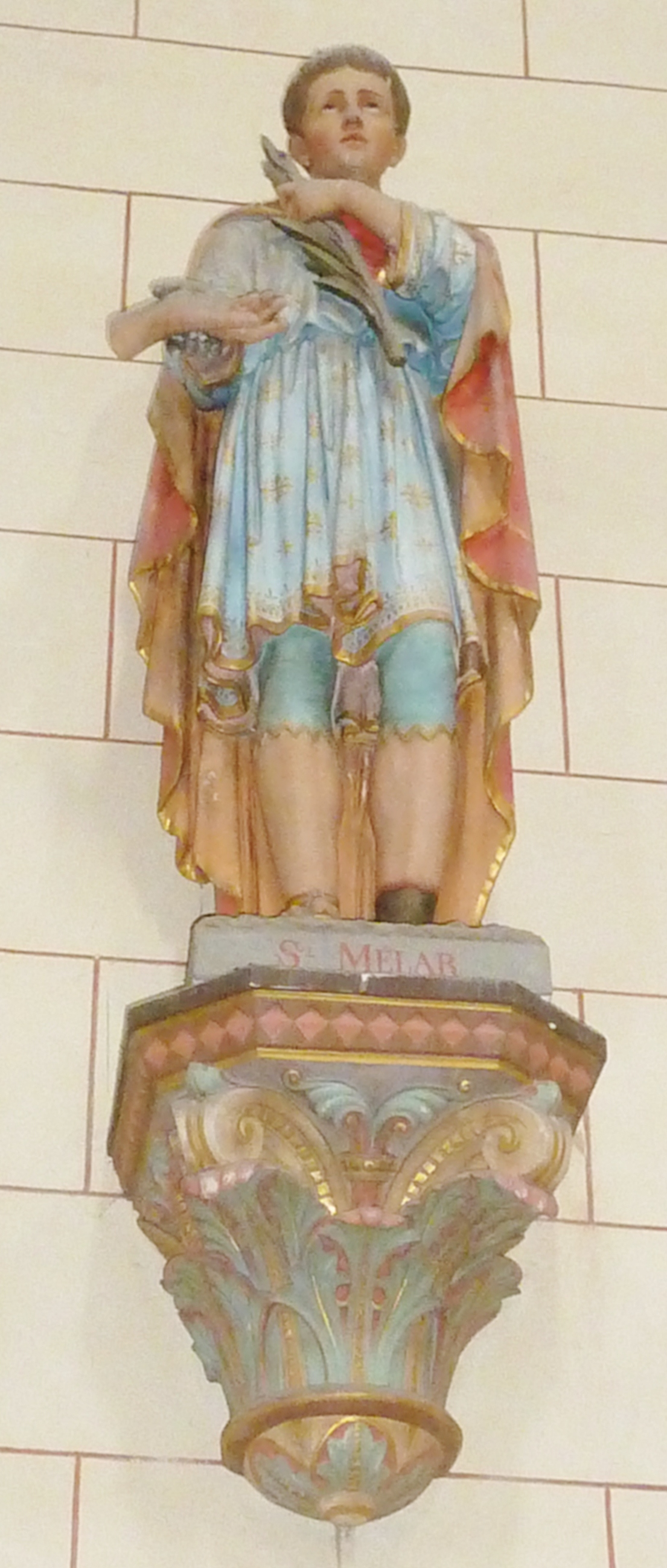
Lanmeur, église paroissiale Saint-Mélar
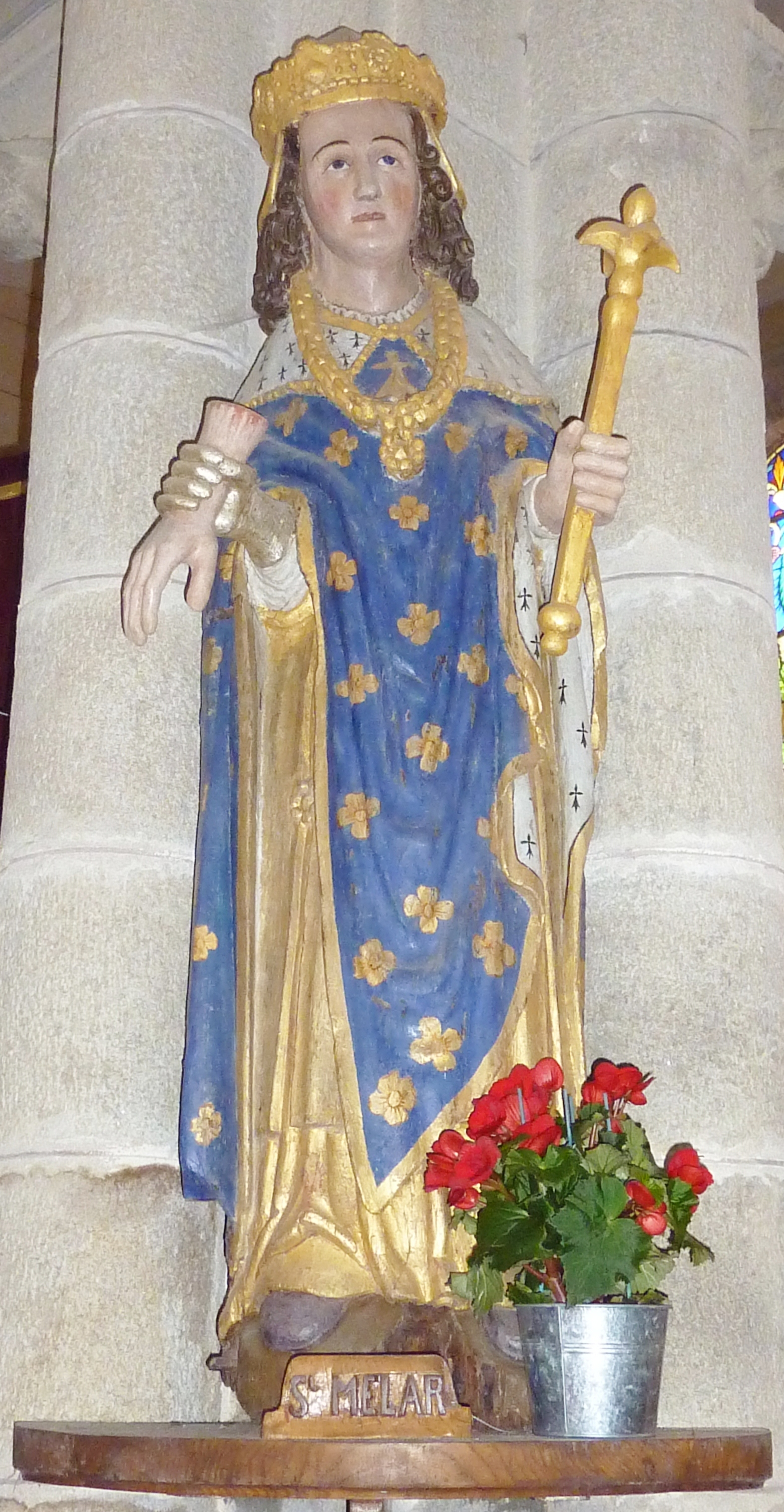
Lanmeur, église paroissiale Saint-Mélar
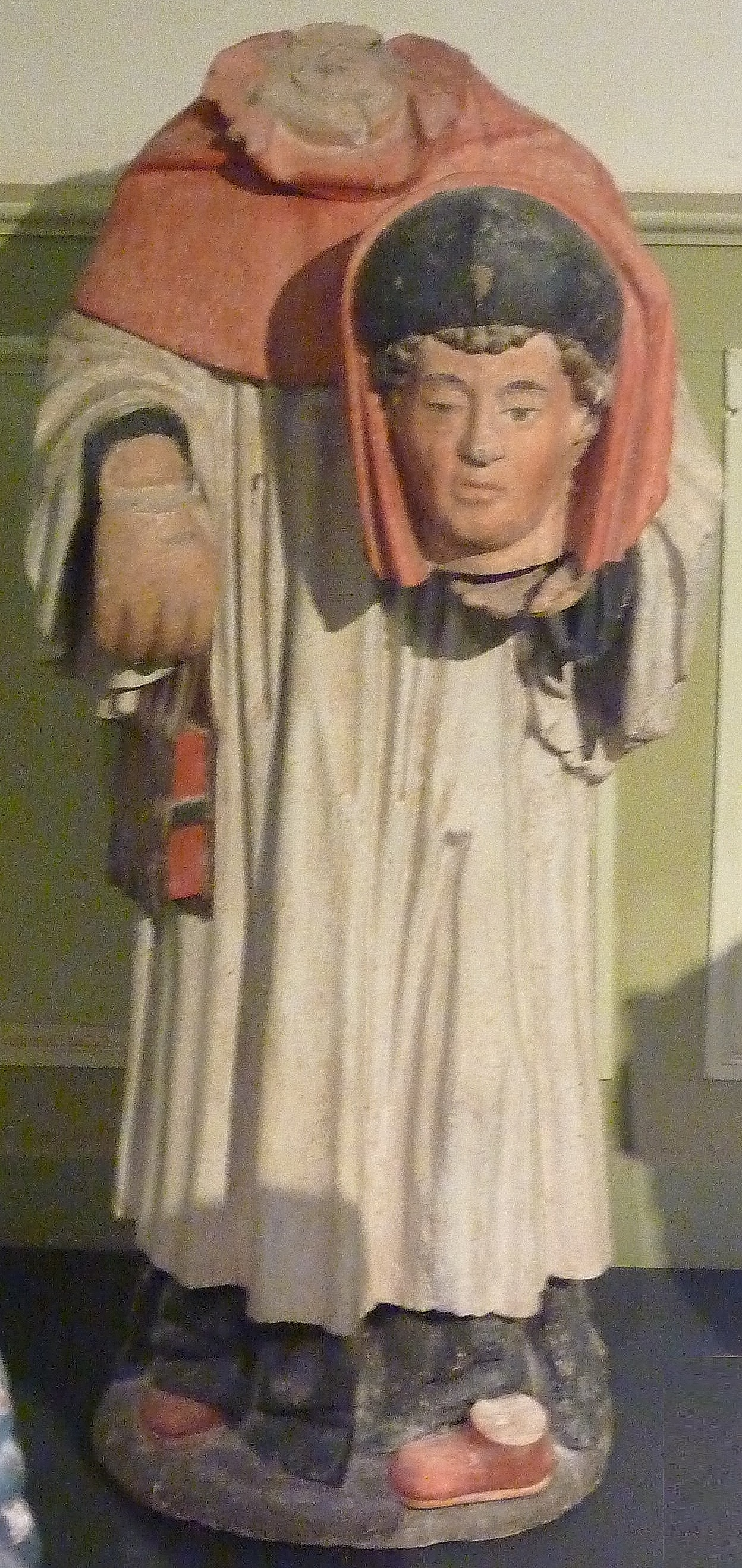
Plouezoc'h, chapelle du Mouster
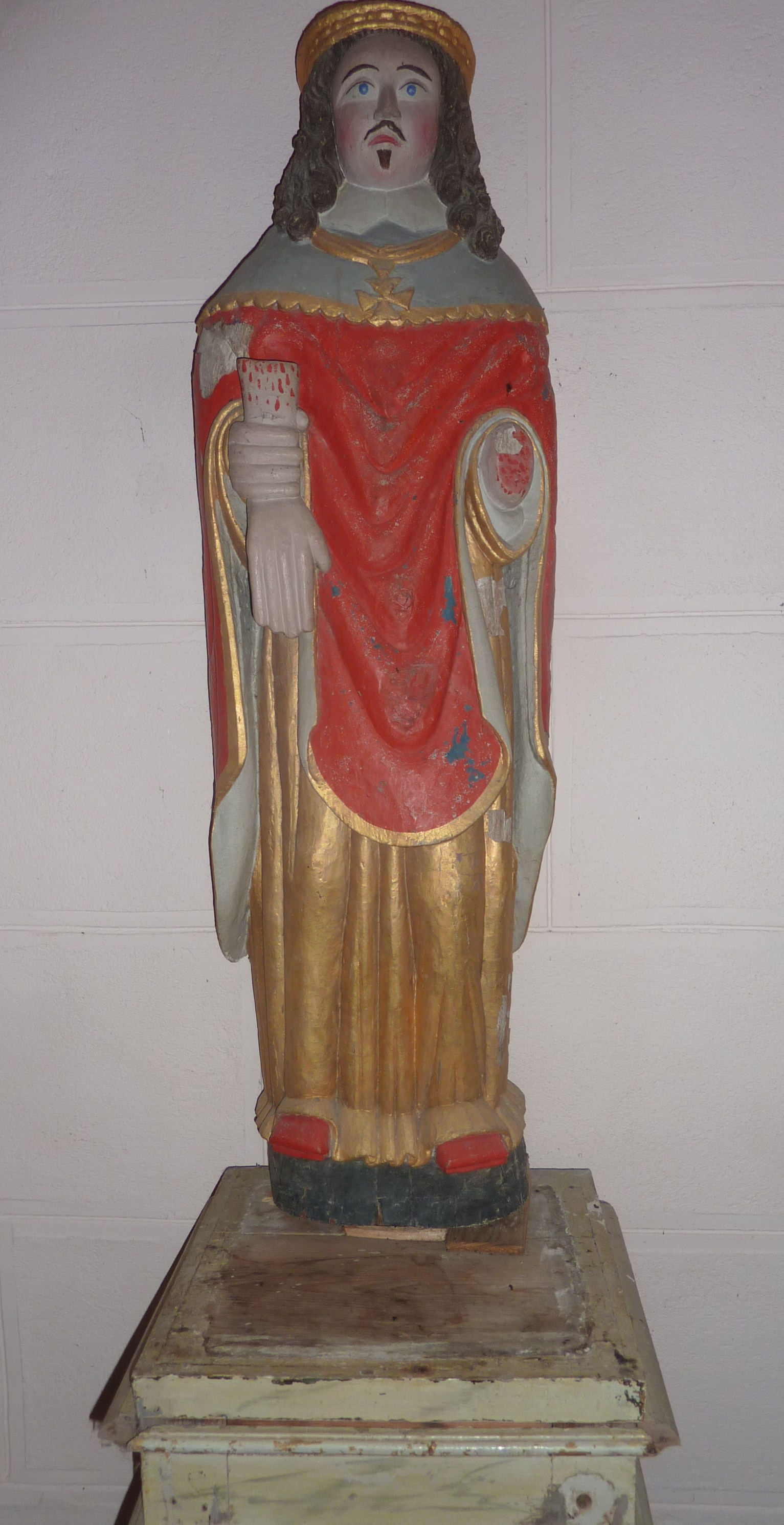
Lannéanou,  Classé MH (1958)

## Éponymie
Le culte de saint Méloir aurait donné naissance aux paroisses de :
- Saint-Melaer de Groix (Morbihan)
- Saint-Méloir-des-Bois (Côtes-d'Armor)
- Saint-Méloir-des-Bois (Ille-et-Vilaine) qui depuis 1794 est devenu Québriac
- Saint-Méloir-des-Ondes (Ille-et-Vilaine)
- Tréméloir (Côtes-d'Armor), trève de Méloir

Sous le nom de saint Mélar, son culte est répandu dans le Léon, souvent associé au préfixe loc :
- à Locmélar, ancienne trève de la paroisse de Sizun, désormais commune (dans l'église paroissiale, sur le retable du maître-autel, des panneaux en bas-relief retracent l'histoire de saint Mélar)
- à Plounéventer (chapelle de Loc-Mélar)
- à Irvillac existait une chapelle de Locmélar (rebaptisée chapelle saint-Jean).

Sous le nom de saint Mélec, il aurait peut-être été aussi le saint patron éponyme de la trève et la chapelle de Lomenec en Lanvaudan. 
Il est aussi le saint patron de plusieurs autres chapelles :
- Plusieurs chapelles dans le Trégor où on le connait sous le nom de Melar : Plouzélambre, Guimaëc, Saint-Jean-du-Doigt, ...
- De la frairie de Miltais
- à Fégréac
- à Plobannalec-Lesconil, une ancienne chapelle, aujourd'hui ruinée

D'autres toponymes gardent des traces de sa vie :
- à Commana, le site de Croas-Mélar[12]
- à Sizun, une fontaine lui est consacrée dans la partie sud de la paroisse, à Lestrémélar[12].